# 셰어런팅
셰어런팅(sharenting)은 '공유하다'(sharing)와 '양육하다'(parenting)의 합성어로, 부모가 자녀에 관한 많은 양의 민감한 콘텐츠를 인터넷 플랫폼에 공개하는 행위를 일컫는다. 이 용어는 2010년에 만들어졌지만, 셰어런팅은 미국, 스페인, 프랑스, 영국 등지에서 널리 퍼진 국제적 현상이 되었다. 이에 따라 셰어런팅은 소셜 미디어의 논란이 되는 활용 방식으로서 의견 대립을 불러일으키고 있다. 반대하는 측은 이것이 아동의 사생활을 침해하고 부모와 자녀 관계를 해친다고 주장한다. 찬성하는 측은 이러한 행위가 자녀에 대한 부모의 자부심을 자연스럽게 표현하는 것이며, 비판하는 이들이 셰어런팅 관련 게시물을 맥락에서 벗어나 해석한다고 반박한다.
학계에서는 셰어런팅의 잠재적 사회적 동기와 아동의 사생활을 이러한 부모의 행위와 균형 잡을 수 있는 법적 체계에 관한 연구가 진행되어 왔다. 연구자들은 여러 심리학적 조사를 수행하여 소셜 미디어의 접근성, 자녀와 자신을 동일시하는 부모의 심리, 사회적 압박 등을 셰어런팅의 잠재적 원인으로 제시했다. 법학자들은 국제인권법, 노동보호법, 최근의 온라인 아동 개인정보 보호법 등이 셰어런팅 남용을 제어할 수 있는 잠재적 법적 기준이 될 수 있다고 분석했다.

## 역사
《월스트리트저널》이 '과잉 공유'(oversharing)와 '양육'(parenting)을 합성한 '오버셰어런팅'(oversharenting)이라는 용어를 처음 사용하면서 '셰어런팅'이라는 말이 생겨났다. 프리야 쿠마르는 자녀 양육의 순간을 기록하는 것이 새로운 관행은 아니라고 지적한다. 수세기 동안 사람들은 일기장, 스크랩북, 육아 일지 등을 기록 매체로 활용해왔다. 학자들은 소셜 미디어로 인해 많은 사람이 자신과 자녀의 삶을 온라인에 공유하는 것을 더욱 편하게 느끼게 되면서 셰어런팅이 대중화되었다고 주장한다. 소셜 미디어상의 과잉 공유 경향은 2010년대에 들어 대중의 관심을 끌었고, 많은 사설과 학술 연구의 주제가 되었다. 이러한 영향력을 인정받아 2013년 2월에는 《타임》의 '오늘의 단어'로 선정되었고, 2016년에는 《콜린스 영어사전》에도 등재되었다.

## 유행
여러 연구에 따르면 셰어런팅은 많은 가정에서 널리 행해지는 국제적 현상으로 묘사된다. 미시간 대학교 C.S. 모트 아동병원의 연구진은 미국 부모의 약 75%가 소셜 미디어에서 자녀에 관한 정보를 과잉 공유하는 사람을 알고 있다고 밝혔으며, AVG의 조사에 따르면 미국의 2세 아동 92%가 인터넷상에서 어떤 형태로든 존재감을 가지고 있는 것으로 나타났다. 호주에서는 피셔프라이스가 실시한 조사에서 호주 부모의 90%가 과잉 공유를 한다고 인정했다. 스페인과 체코에서는 약 1,500명의 부모를 대상으로 한 조사에서 70-80%가 셰어런팅에 참여하는 것으로 나타났다. 영국, 프랑스, 독일, 이탈리아에서는 리서치나우의 보고서에 따르면 조사 대상 부모의 약 4분의 3이 "자녀의 사진을 공유할 의향이 있다"고 답했다.
일각에서는 셰어런팅이 아동의 사생활을 침해한다고 주장하며, 이러한 반발로 셰어런팅 반대 사이트와 아기 사진을 차단하는 앱이 등장했다. 특히 2009년에 설립된 블로그 STFU 페어런츠는 소셜 미디어상의 부모의 과잉 공유를 비판하는 대표적인 항의 창구였다. 일부 부모들은 이러한 셰어런팅 비판이 게시물을 맥락에서 벗어나 해석하고 있으며, 온라인 커뮤니티의 유대감을 강화하는 등의 긍정적 측면을 간과하고 있다고 느꼈다. 또 다른 이들은 셰어런팅의 잠재적 사생활 침해를 인정하면서도, 소셜 미디어 게시물의 독자층과 신원 확인 제한을 전제로 특정 조건하에서만 게시를 허용하는 더욱 맞춤화된 접근 방식을 제안했다.

## 동기
연구에 따르면 셰어런팅은 자녀와 자신을 동일시하는 부모의 심리, 모성에 대한 압박감, 소셜 미디어의 접근성이 복합적으로 작용하여 나타나는 것으로 분석된다. 런던 정치경제대학교의 한 연구는 영국의 어머니 17명을 인터뷰한 결과, 블로그를 하는 부모들이 흔히 자신의 공유 행위를 자신의 개인적 정체성을 표현하는 것으로 설명하며, 자녀를 자신의 일부로 표현한다는 사실을 발견했다. 특히 이 보고서는 비슷한 가정 환경을 가진 부모들을 연결하는 네트워킹 수단으로서의 블로그 활용을 조사했는데, 셰어런팅을 하는 부모들은 부모-자녀 관계를 통해 자기표현을 여과함으로써 소셜 미디어 웹사이트에서 더욱 관계 지향적인 정체성을 취하는 것으로 나타났다. 여기에는 장애 아동을 키우는 부모이거나 한부모 등 부모로서의 상황을 통해 자신을 규정하는 것이 포함되었다.
반면에 일각에서는 이러한 온라인상의 표현이 가족 사진이 자녀를 다른 이들에게 '과시'하는 수단이 되고 부모의 개별화된 자아 의식을 강화하면서, 개인적 자부심이 양육의 영역으로 침투했음을 보여준다고 지적한다. 어머니들의 셰어런팅 참여가 높은 현상을 다루면서, 이러한 견해를 지지하는 이들은 디지털 커뮤니케이션의 발달로 어머니들이 소셜 미디어 플랫폼에서 '좋은' 부모 역할을 수행해야 한다는 압박을 받게 되었다고 주장한다. 이들은 셰어런팅 게시물이 가족에 대한 규범적 해석에 부합하려는 욕구에서 비롯될 수 있으므로, 이러한 발전이 '정상적인' 가족에 대한 지배적 시각을 강화할 수 있다고 주장한다.

## 논란
일각에서는 온라인 플랫폼이 부모들에게 커뮤니티를 형성하고 양육 지원을 구할 수 있게 해준다고 주장하는 반면, 다른 이들은 아동의 데이터 프라이버시와 고지에 입각한 동의가 결여된 것을 우려한다. 콘텐츠를 공유하는 것은 아동을 당황스럽게 할 뿐만 아니라, 아동 스스로가 통제할 수 없는 온라인 활동 이력인 최초의 디지털 발자국을 만들어낸다. 이 발자국은 학교에서 조롱을 당하거나 미래의 고용주에게 부정적인 인상을 남기는 등의 부정적 결과를 초래할 수 있다.

### 부모의 이점
많은 부모가 양육 조언을 구하고 자녀에 관한 정보를 공유하기 위해 소셜 미디어를 사용한다. 온라인 플랫폼의 편리성 덕분에 블로그를 하는 부모들은 비슷한 상황에 있는 사람들은 물론 의미 있는 조언을 해줄 수 있는 사람들과도 쉽게 연결될 수 있다. 커뮤니티를 형성함으로써 부모들은 공감하는 동료들로부터 격려를 받고 육아 전문가들로부터 도움을 받을 수 있다. 예를 들어, 특수 교육 지원이 필요하거나 장애가 있는 자녀를 둔 부모들은 흔히 주류 양육 방식으로부터 단절되어 있다고 느낀다. 따라서 이들은 온라인 블로그를 다른 이들로부터 지원을 받고 또한 지원을 제공하는 수단으로 여긴다. 런던 정치경제대학교(LSE)의 연구에 따르면, 온라인 블로깅을 통해 자폐증 진단을 받은 딸을 둔 제인은 비슷한 상황에 처한 부모들과 연결될 수 있었다. 이들의 조언은 제인의 딸을 위한 사회적 개입 측면에서 새로운 가능성을 열어주었다. 제인은 "사회복지, 의료, 학교의 복잡한 문제들을 해결할 수 있게" 되었고, 제인의 딸의 삶을 크게 변화시켰다.
소셜 미디어의 이러한 이점은 특정 부모 집단에만 국한되지 않는다. 일반적으로 대부분의 부모가 양육 경험을 교환하면서 혜택을 받는다. 통계적으로 72%의 부모가 정서적 유대와 인정을 위해 소셜 미디어가 유용하다고 평가했으며, 74%의 부모가 소셜 미디어상의 친구들로부터 양육에 관한 지원을 받는다고 한다.
셰어런팅은 또한 대인관계를 촉진하는 역할을 한다. 자녀의 삶에 관한 이미지와 글이 대화의 계기가 되면서, 부모들은 셰어런팅을 통해 멀리 있는 친구들이나 친척들과 연락을 유지한다. 특히 한 연구에 따르면, 어머니들은 긍정적인 콘텐츠가 디지털 갈등을 피하고 사회적 관계 내의 사람들과 긴밀한 관계를 유지하는 데 도움이 된다고 믿기 때문에 셰어런팅에 기꺼이 참여한다고 한다. 연구진은 또한 이 연구의 여성 참가자들이 사랑을 표현하고 자녀의 칭찬할 만한 행동을 보여주기 위해 사진과 문구를 신중하게 선택했다는 것을 발견했는데, 이는 긍정적인 메시지를 전달하려는 의도를 보여준다. 이러한 메시지들은 또한 부모가 지지적인 가족 구성원들과 친구들을 일상생활에 초대하면서 자녀를 위한 친밀한 사회적 네트워크를 촉진한다.

### 아동의 사생활
디지털 데이터의 잠재적 오용을 고려할 때, 사람들은 셰어런팅에 대해 비판적이며, 대다수의 부모는 온라인 게시물의 악용에 대해 경계심을 가지고 있다. 미성년자의 지리적 위치, 이름, 생년월일, 사진, 재학 중인 학교 등 개인정보를 공개하는 것은 악의적 의도를 가진 수신자들의 불법 행위에 노출될 수 있다. 셰어런팅된 정보는 흔히 사칭범들이 아동을 추적하고, 스토킹하며, 사기를 치거나 심지어 가족을 협박하는 "신원 도용"에 악용된다. 바클리즈에 따르면 젊은 세대를 겨냥한 온라인 사기로 2030년까지 약 6억 7천만 파운드(약 7억 9천만 달러)의 손실이 발생할 것이며, 신원 도용의 3분의 2가 셰어런팅과 관련될 것이라고 한다. 또한 일부는 포르노그래피 콘텐츠를 제작하기 위해 소셜 미디어에서 아동의 이미지를 수집한다.
법적 체계 내에서의 데이터 프라이버시 침해도 우려할 만하다. 사용자가 소셜 미디어 플랫폼의 개인정보 처리방침에 동의하면 대부분의 블로거 부모들이 간과하는 사실이지만, 기술 기업들과 일부 제휴 기관들이 사용자 데이터의 일부를 추적하고 전송할 권한을 갖게 된다. 셰어런팅된 정보는 아동을 대상으로 한 광고 및 마케팅 전략 개발, 감시 시스템을 위한 새로운 알고리즘 개발, 이민 집행을 위한 가족 추적, 일부 아동의 비행 예측 등에 사용될 수 있다. 제3자에 의한 이러한 관행은 특히 자신의 개인정보에 대한 자율성이 거의 없는 미성년자의 경우, 사용자 데이터에 접근하고 판매하는 것이 그들의 권리를 침해하는지에 대한 공개 논쟁을 촉발시킨다.
또한 사칭범들이 사진을 획득하여 마치 자신이 미성년자의 부모나 친구인 것처럼 행동하는 "디지털 납치"라는 현상은 온라인에서 공유하는 부모들을 불편하게 만들었다. 법학 교수 스테이시 스타인버그의 연구 사례에 따르면, 한 어머니인 파리스는 낯선 사람이 파리스의 아들의 사진을 도용하여 자신의 홈페이지에 게시하고 마치 자신이 파리스의 아들의 부모인 것처럼 잘못 표시한 것을 발견했다. 이러한 "디지털 납치범"들은 프라이버시 문제를 고려하지 않은 채 이러한 종류의 역할극을 통해 '좋아요' 수와 인기의 급격한 증가를 즐긴다.

### 아동의 디지털 발자국
셰어런팅의 만연으로 인해 아동들은 어린 나이부터 후일 그들의 자신감을 해칠 수 있는 소셜 미디어 콘텐츠로 구성된 디지털 발자국을 갖게 된다. 특히 미시간 대학교의 한 연구에 따르면 참가자의 절반 이상이 아동에 관한 당혹스러운 콘텐츠를 온라인에 공유했으며, 그중 27%가 잠재적으로 부적절하다고 여겨지는 사진을 공유했다. 이러한 게시물은 십 대들 사이에서 조롱의 대상이 될 수 있다. 더욱이 대학 입학 사정관과 잠재적 고용주가 부적절한 자료에 접근하게 될 수 있는데, 젊은 지원자에 대한 그들의 인상을 형성하고 학업이나 경력 기회에 부정적인 영향을 미칠 수 있다. 비평가들은 또한 셰어런팅이 아동의 페르소나에 대한 자율성을 완전히 존중하지 않으며, 아동이 자신의 소셜 미디어 계정을 개설할 때 느낄 수 있는 감정에 영향을 미친다고 주장한다.

### 동의에 대한 의견 불일치
온라인에 게시할 수 있는 자료에 관해서는 아동과 부모 간에 상충되는 기대가 존재하곤 한다. 연구에 따르면 아동들은 흔히 셰어런팅에 대해 짜증이나 좌절감을 느낀다. 12세에서 16세 사이의 영국 청소년 1,000명을 대상으로 한 연구에서 71.3%가 부모가 자신의 디지털 정체성을 충분히 존중하지 않는다고 답했으며, 39.8%가 부모가 온라인에 게시한 사진으로 인해 당혹감을 느꼈다고 답했다. 법학 교수 스테이시 스타인버그는 미성년자들이 사적 정보, 특히 잠재적으로 부적절할 수 있는 콘텐츠를 공개로부터 보호하기 위해 노력하며, 따라서 부모의 의도와 관계없이 소셜 미디어에 이를 공유하려는 부모의 상대적으로 안이한 결정에 동의하지 않을 수 있다고 주장한다.
동의는 아동의 정보를 공개할 부모의 권리를 둘러싼 논쟁에서 핵심적인 쟁점이다. 일부 청소년을 대상으로 한 인터뷰에 따르면 많은 부모가 허락 없이 아동의 사진을 공유하며, 아동의 부정적 자아상을 반영하는 콘텐츠를 삭제해달라는 아동의 요청을 무시하는 경향이 있다고 한다. 어머니들과의 인터뷰에서도 이러한 경향이 확인되었다. 이들은 부모이자 성인으로서 모든 것을 통제하면서 어떤 정보를 공유할지 결정할 재량권이 있다고 믿었다. 따라서 일부 정보를 보존할 아동의 권리가 적절히 존중받지 못하면서, 부모의 과잉 공유는 부모에 대한 아동의 신뢰를 해칠 수 있다. 또한 프라이버시 침해의 심각성이나 유형에 대한 차이로 인해 의견 불일치가 발생할 수도 있다.

## 적용 가능 법률
자녀의 온라인 매체에 대한 부모의 통제와 관련해서는 지침이 되는 법률이 거의 없는 것으로 보인다. 각국이 아동의 프라이버시를 보호하기 위한 각각의 법률을 가지고 있지만, 대부분 그 책임을 아동의 보호자에게 맡기고 있어 부모가 자녀의 동의권을 악용할 수 있는 셰어런팅의 여지를 남긴다. 부모에게 유리한 이러한 추정은 부모로부터 아동의 프라이버시를 보호하는 데 실패하고 있다.
유엔아동권리협약에서 유엔은 아동의 개별적 정체성을 포괄적으로 옹호한다. 제14조는 법정 보호자가 아동의 최선의 이익을 대변해야 할 의무를 규정하고 있다.